# Centrale hydraulique de Hagneck
La centrale hydroélectrique de Hagneck a été mise en service en 1900. C'est une centrale dite "au fil de l'eau". Elle se trouve à l'embouchure du canal de Hagnek dans le Lac de Bienne.
Une première installation (Hagnek 1) a été construite puis a été complétée par une nouvelle installation en 2015 (Hagnek 2). L'installation Hagneck 1 fut la première centrale appartenant à ce qui allait plus tard devenir BKW Energie. À ses débuts, l'entreprise s'appelait encore Elektrizitätswerk Hagneck AG.

## Histoire

### Hagneck 1

Centrale hydroélectrique de Hagneck en 1954. A gauche le barrage, à droite la centrale

Le canal de Hagneck a été construit dans le cadre de la première correction des eaux du Jura. À partir de 1878, l'eau s'écoulait simplement du canal jusqu'au lac de Bienne. Le colonel Eduard Will, qui devint plus tard le premier directeur de BKW, réussit à convaincre les communes environnantes de construire une centrale afin de valoriser cette eau. Comme il n’y avait pas d’industrie à proximité immédiate du site capable d’utiliser l’énergie mécanique, il a fallu choisir une solution permettant de transmettre l’énergie sur une plus grande distance. Comme l'utilisation de l'électricité était encore à ses balbutiements, le plan initial était d'utiliser les turbines de la centrale électrique pour entraîner mécaniquement des compresseurs qui alimenteraient un réseau d'air comprimé. Un tel système fut mis en place à Paris à partir de 1888. Ce n'est que peu de temps avant le début de la construction que la décision d'utiliser l'électricité comme vecteur d'énergie a été prise, bien qu'au début on ne savait pas encore qui utiliserait cette électricité. En plus de la centrale électrique de Hagneck , la société Elektrizitätswerk Hagneck AG a également construit la centrale électrique de Spiez, dont l'électricité produite était principalement destinée à la ligne ferroviaire Burgdorf-Thoune. Les deux centrales électriques furent reliées entre elles en 1903 par une ligne à haute tension de 45 kV. Ce fut la première étape vers le réseau interconnecté. L'entreprise de centrales électriques est devenue Vereinigte Kander- und Hagneck-Werke, AG, dont BKW est issue en 1909. 
La concession pour la construction de la centrale de Hagneck fut accordée le 30 mai 1891 par le gouvernement bernois aux communes de Bienne, Erlach, Hagneck, La Neuveville, Nidau et Täuffelen. Comme les communes elles-mêmes ne disposaient pas de fonds suffisants pour financer le projet, elles fondèrent le 19 décembre 1898, avec quelques particuliers et la Motor AG de Baden, l' Elektrizitätswerk Hagneck AG . Parallèlement, Motor AG a également prit part à la construction de l'usine. L'ingénieur civil responsable était Conradin Zschokke . Les travaux de construction ont commencé en 1897 et la centrale a pu être mise en service en octobre 1900. Les coûts de construction s'élèvent à 3,6 millions de francs. 
En 1913/14, les barrages à volets roulants furent remplacés par des fusiliers . De 1931 à 1934, les turbines furent remplacés,  en 1957, il y eut un autre renouvellement.

### Hagneck 2

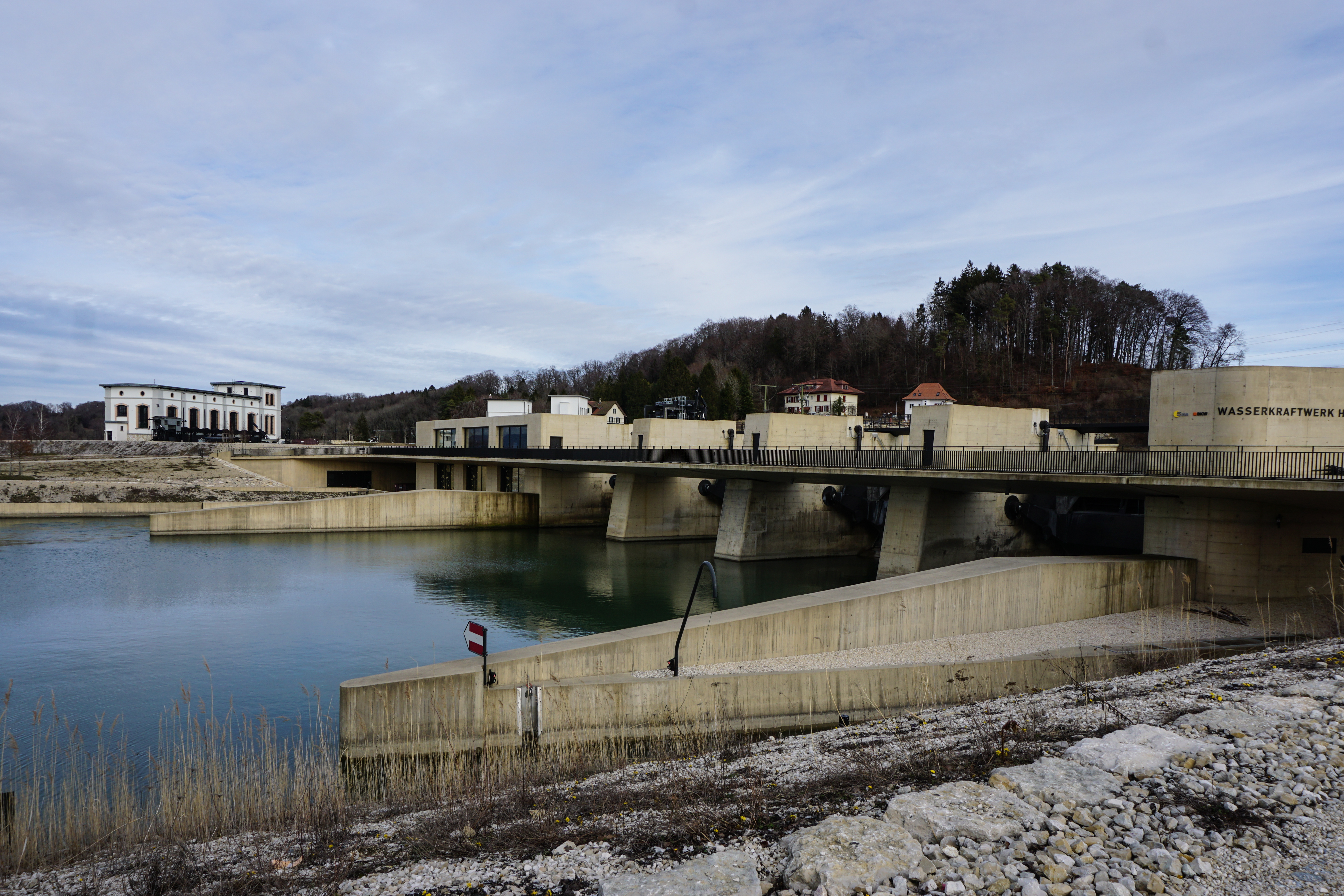
Barrage avec Hagneck 2, en arrière-plan Hagneck 1

Vers la fin du 20e siècle, les systèmes existants étaient obsolètes et le débit absorbé par les turbines d'Hagnek 1 était trop faible. En 1994, les premières études pour une nouvelle centrale électrique furent lancées. La demande de concession pour la nouvelle installation a toutefois été rejetée en 2004, car la protection de l'environnement et du patrimone bâti n'avait pas été suffisamment pris en compte. L'ancien barrage aurait dû être préservé, malgré qu'après les inondations de 2005 et 2007, il a été reconnu que le débit du barrage existant était trop faible et sa stabilité insuffisants. C'est pour cette raison que le barrage a été libéré de la protection des monuments historiques, ce qui a permis sa rénovation. Une deuxième demande de concession, qui comprenait la démolition de l’ancien barrage, a été soumise et approuvée.
Les travaux de construction ont débuté en 2011. Après quatre ans de construction, la nouvelle centrale électrique appelée Hagneck 2, intégrée au barrage nouvellement construit, a été inaugurée. L'usine a augmenté sa production de 35 %. Une unité de la centrale électrique existante de Hagneck 1 continuera de fonctionner afin que les eaux résiduelles puissent s'écouler dans le canal sous-marin de l'ancienne centrale électrique. Le canal sous-marin lui-même a été partiellement renaturalisé afin de créer à sa place une forêt inondable. Les architectes et ingénieurs venaient de l'entreprise Penzel Valier de Zurich. 

## Technique

### Hagneck 1

#### Turbine Francis

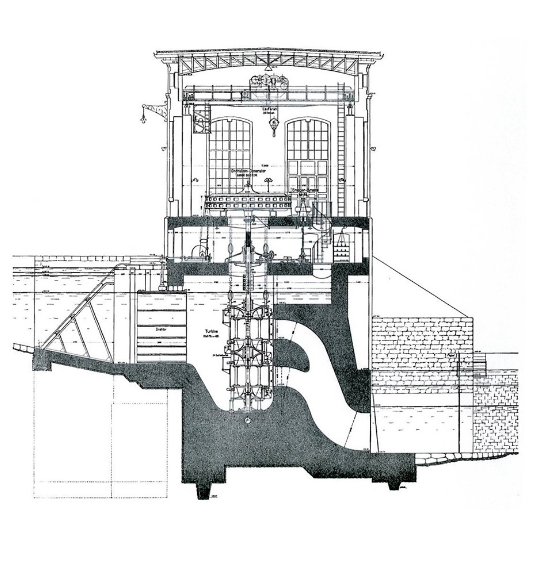
Vue en coupe Hagneck 1, vers 1900

Les premières turbines installés à Hagneck étaient des turbines francis à étage avec générateurs. Quatre turbine étaient montées sur un même arbre, deux par deux  dans des directions opposées afin que les forces de poussée axiales des turbines s'annulent. Il y avait cinq groupes moteurs principaux installés, quatre avaient une puissance de 1350 ch et un avait une puissance de 1600 ch.

#### Turbine Kaplan
Dans les années 1930 une modernisation de certaines turbines ont été effectuées, passant de turbine francis à des turbines kaplans (orientée face au courant et non plus perpendiculaire).

##### Machine N°4
La turbine N°4 a été gardée et est maintenant exposée devant le bâtiment de Hagneck 1.
Elle a :
- diamètre de 2,5 mètre
- un débit maximal de 34.7 m3/sec
- construite par les Ateliers de Charmilles SA Genève en 1933
- en service de 1933 à 2015
- rotation de 187 rpm
- puissance de 3300 CV avec une hauteur de chute de 9.74 m.

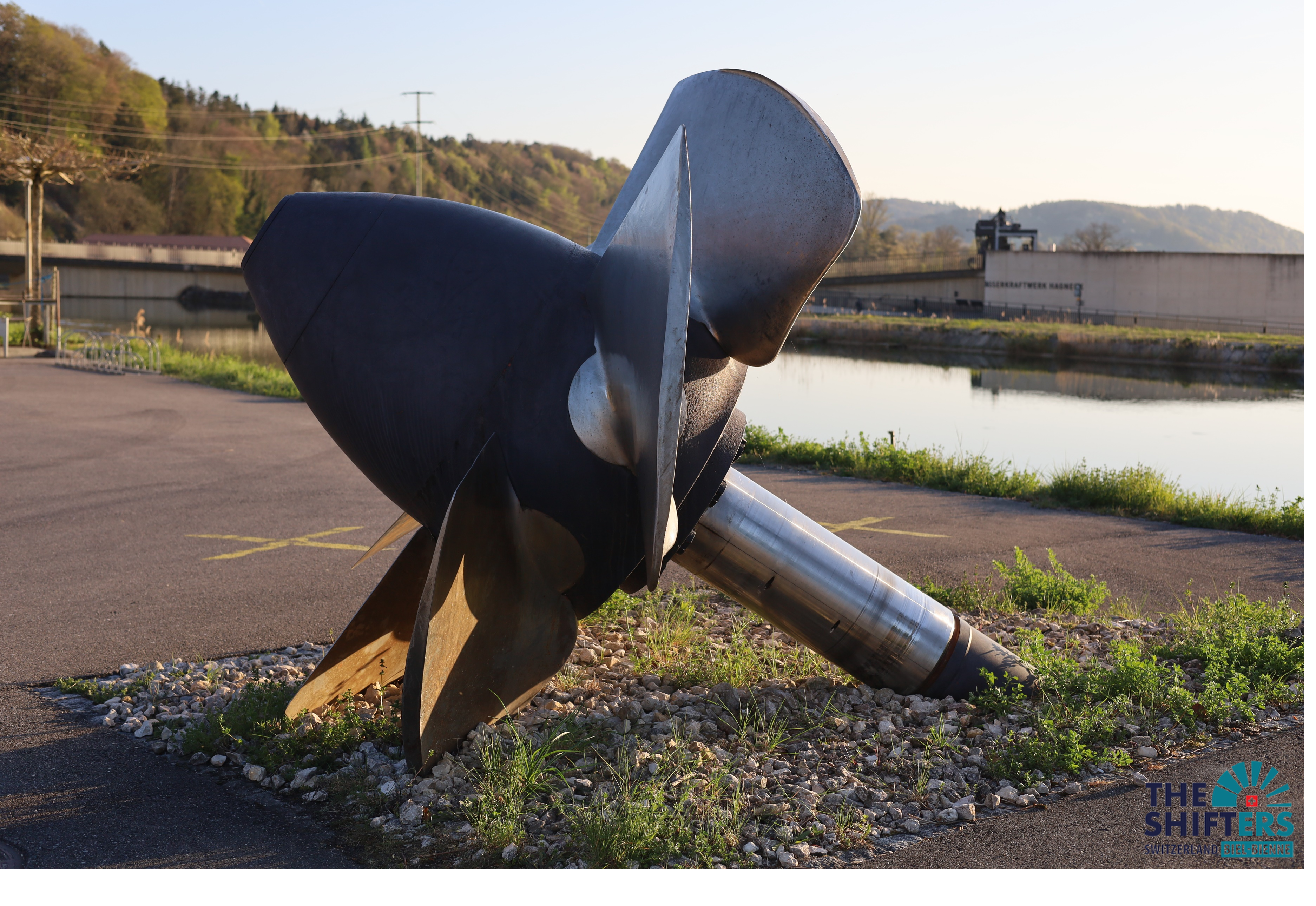
Turbine Kaplan

### Hagneck 2
La centrale possède deux turbines bulbes kaplans à double régulation. La première régulation est faite par les pales fixes orientées par le système jaune à l'extérieur de la conduite, la seconde régulation est réalisée avec l'inclinaison des pales rotatives de la turbine. La turbine a un diamètre de 4,4 mètre et tourne à 107 tpm.

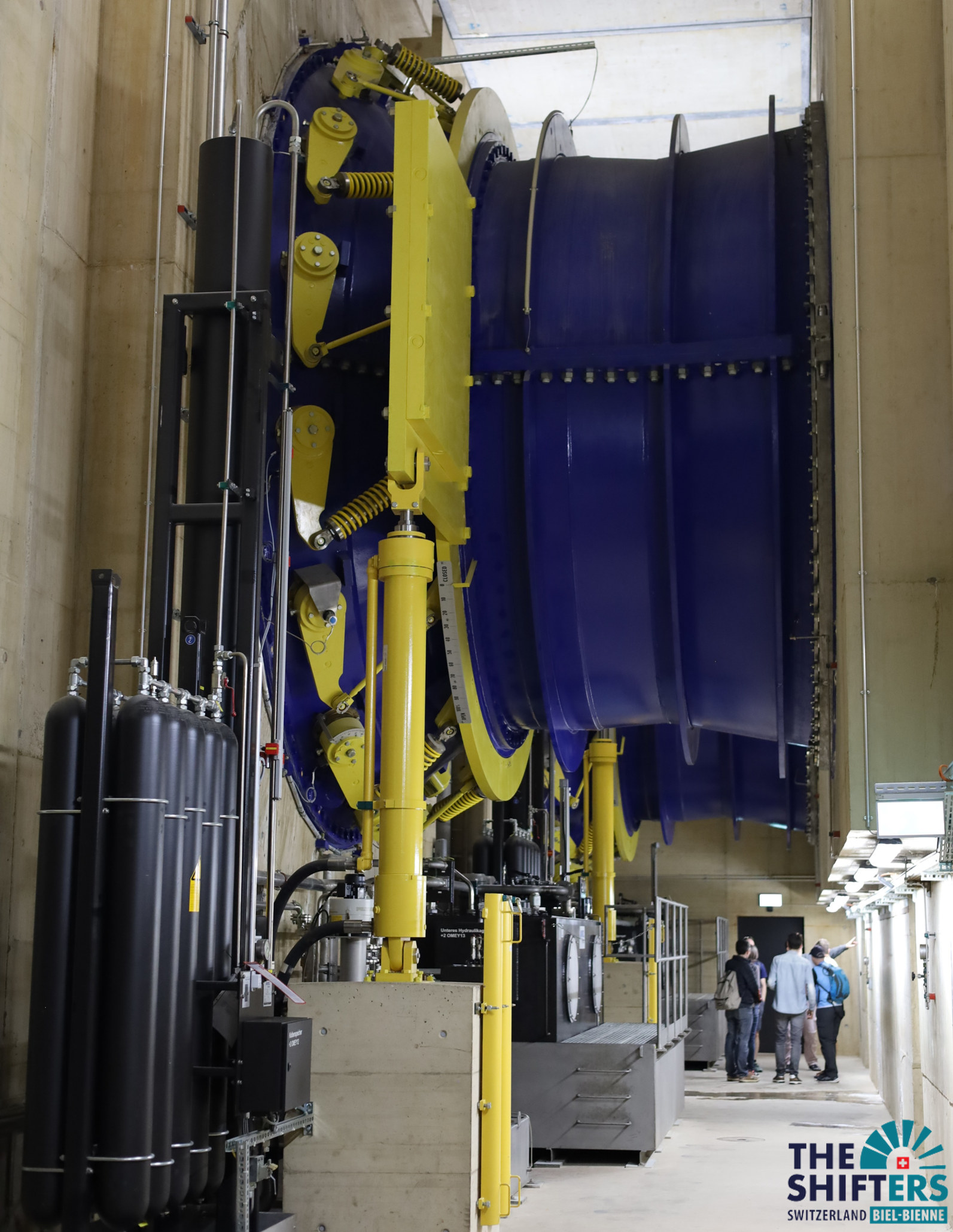
Les conduites où se situent les turbines

## Sites internets
- https://www.bielerseekraftwerke.ch/fr/hagneck/

## Sources
1. ↑  « The Paris Compressed-Air Network- Elevators and Other Modern Conveniences », sur www.douglas-self.com (consulté le 8 mai 2025)
2. ↑  30 Jahre Europa Institut an der Universität Zürich - Auswahl öffentlicher Vorträge aus den letzten 30 Jahren, buch & netz, 15 septembre 2022 (ISBN 978-3-03805-503-7, lire en ligne)
3. ↑  « Hagneck | Bielersee Kraftwerke », sur www.bielerseekraftwerke.ch (consulté le 8 mai 2025)
4. ↑  [s.n.], « Das Elektrizitätswerk Hagneck », Die Berner Woche, vol. 34, no 30,‎ 1944, p. 850 (DOI 10.5169/seals-644835, lire en ligne, consulté le 8 mai 2025)
5. ↑  « Wasserkraftwerk Hagneck - Architekturprojekte - swiss-arc.ch », sur www.swiss-arc.ch (consulté le 9 mai 2025)
6. ↑  « La nouvelle centrale hydroélectrique de Hagneck - Bulletin FR », sur www.bulletin.ch (consulté le 14 mai 2025)